# Hanetsuki
Hanetsuki (jap. 羽根突き, 羽子突き; także nazwa: oibane, 追い羽根) – tradycyjna, noworoczna gra japońskich dziewcząt, przypominająca badminton bez siatki. 

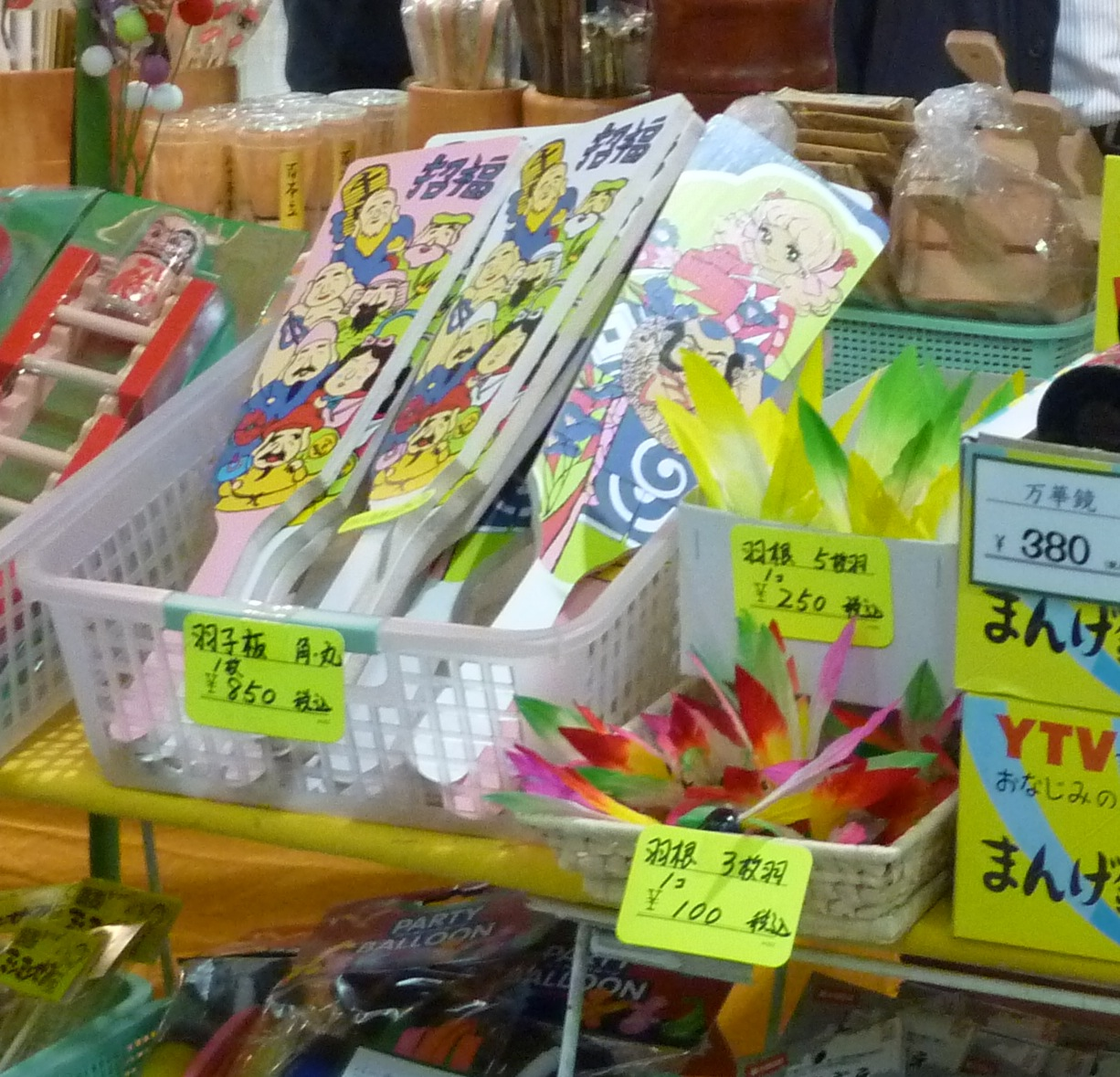
Paletki do hanetsuki (po lewej) oraz lotki (po prawej) w sklepie na stacji kolejowej

W grze wykorzystuje się drewniane rakietki (hagoita → rakietka, paletka) oraz lotki (hane → pióro, puch) w jaskrawych kolorach. 
Gra ma dwie odmiany: w jednej pojedynczy gracz stara się, jak najdłużej utrzymać lotkę w powietrzu, w drugiej – dwie osoby odbijają lotkę między sobą. Dziewczęta, którym nie udało się trafić w lotkę, są znaczone na twarzy tuszem. Zgodnie z tradycją, im dużej lotka pozostanie w powietrzu, tym większą ochronę przed komarami zyskają gracze w nadchodzącym roku. 
Gra ta nie jest już tak popularna jak dawniej, ale ozdobne hagoita są dostępne przy różnych okazjach. W połowie grudnia Hagoita Market (Hagoita-ichi) odbywa się w świątyni Sensō-ji w Asakusa, w Tokio, gdzie ozdobne hagoita są sprzedawane na licznych stoiskach. Są one w różnych rozmiarach. Większość z nich przedstawia portrety aktorów kabuki i dam okresu Edo, ale są także portrety współczesnych gwiazd rozrywki, sportu, polityki, czy postaci ze świata fantasy. 